# خابوغو
بلدية خابوغو (بالإسبانية: Jabugo) هي بلدية تقع في مقاطعة ولبة التابعة لمنطقة أندلوسيا جنوب إسبانيا.

## الديموغرافيا
بلغ عدد سكان بلدية خابوغو 2.358 نسمة عام 2011 (وفقاً للمعهد الوطني الإسباني للإحصاء).
| 2.595 | 2.591 | 2.536 | 2.475 | 2.435 | 2.396 | 2.358 |